# La Incredulidad de Santo Tomás (Rubens)

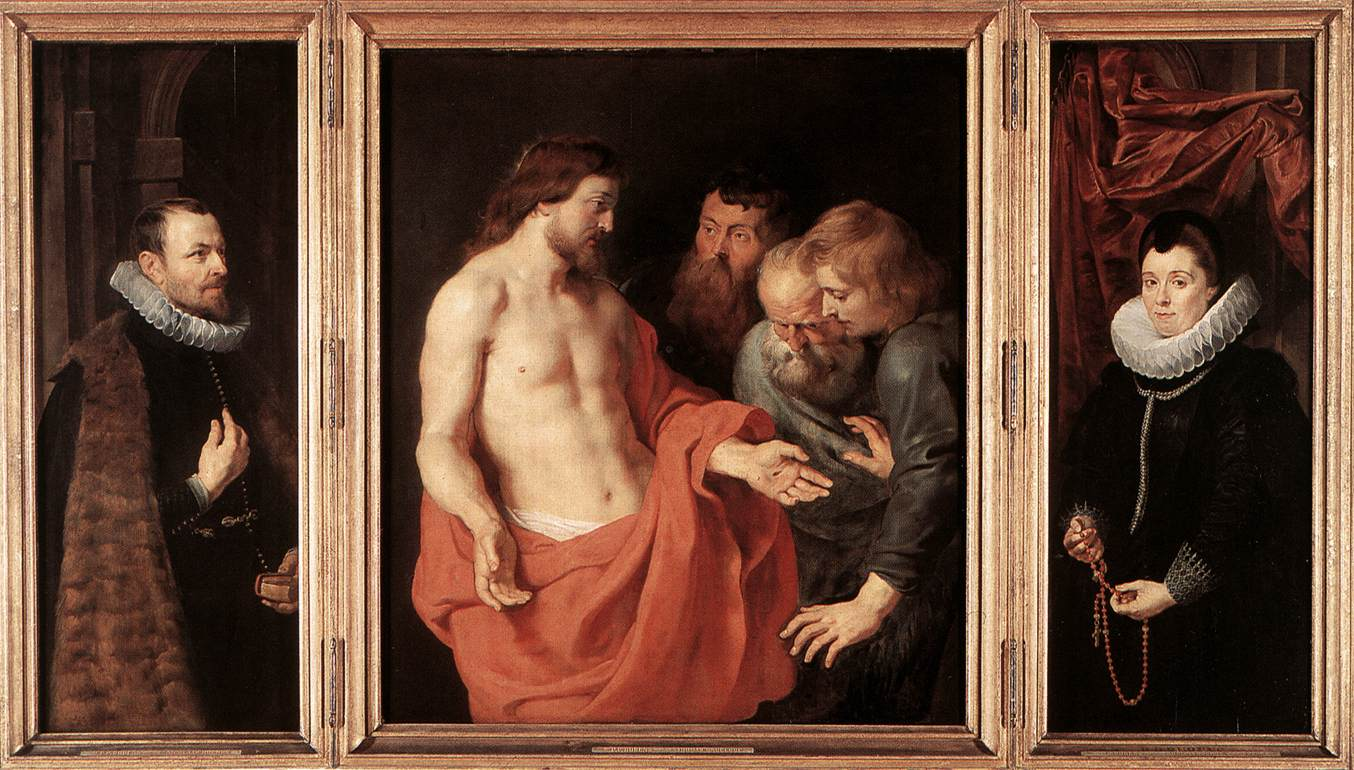
Rubens, Tríptico

La Incredulidad de Santo Tomás o Tríptico de Rockox (o "Retablo de Rockox"), es un tríptico de Peter Paul Rubens, pintado entre 1613 y 1615. Conservado actualmente en el Museo Real para Bellas artes en Amberes.
Fue un encargo de Nicolaas II Rockox y su esposa Adriana Perez, para la Capilla de Nuestra Señora de la iglesia de los Hermanos menores recoletos de Amberes. Él y su mujer se muestran en los tableros laterales. El tablero central muestra la Incredulidad de Tomás según el Evangelio de Juan. El pintor inglés Joshua Reynolds observa que si la oreja y la frente del burgomaestre están magníficamente ejecutados, el retrato de su esposa no vale más que por sus colorido.